# Портер (округ, Індіана)
Шаблон:StateAbbr_ 41°31′ пн. ш. 87°04′ зх. д. / 41.51° пн. ш. 87.07° зх. д.
Округ Портер (англ. Porter County) — округ (графство) у штаті Індіана, США. Ідентифікатор округу 18127.

## Історія
Округ утворений 1835 року.

## Демографія
За даними перепису
2000 року
загальне населення округу становило 146798 осіб, зокрема міського населення було 114922, а сільського — 31876.
Серед мешканців округу чоловіків було 72046, а жінок — 74752. В окрузі було 54649 домогосподарств, 39709 родин, які мешкали в 57616 будинках.
Середній розмір родини становив 3,08.
Віковий розподіл населення поданий у таблиці:
| Стать    | До 15 років | 15-21 | 22-29 | 30-39 | 40-49 | 50-65 | 65-85 | Понад 85 |
| -------- | ----------- | ----- | ----- | ----- | ----- | ----- | ----- | -------- |
| Чоловіки | 15659       | 8257  | 7115  | 10053 | 12347 | 12066 | 6053  | 496      |
| Жінки    | 15133       | 7846  | 6997  | 10744 | 12744 | 11865 | 8142  | 1281     |

## Суміжні округи
- Беррієн, Мічиган — північний схід
- Лапорт — схід
- Старк — південний схід
- Джеспер — південь
- Лейк — захід
- Кук, Іллінойс — північний захід

## Виноски
1. ↑  U.S. Decennial Census. United States Census Bureau. Процитовано 10 липня 2014.
2. ↑  Historical Census Browser. University of Virginia Library. Архів оригіналу за 23 червня 2018. Процитовано 10 липня 2014.
3. ↑  Population of Counties by Decennial Census: 1900 to 1990. United States Census Bureau. Процитовано 10 липня 2014.
4. ↑  Census 2000 PHC-T-4. Ranking Tables for Counties: 1990 and 2000 (PDF). United States Census Bureau. Процитовано 10 липня 2014.
5. ↑  Porter County QuickFacts. Бюро перепису населення США. Архів оригіналу за 7 червня 2011. Процитовано 25 вересня 2011.(англ.) Наведено за англійською вікіпедією.
6. ↑  American FactFinder. Бюро перепису населення США. Архів оригіналу за 26 лютого 2012. Процитовано 31 січня 2008.

| США | Це незавершена стаття з географії США. Ви можете допомогти проєкту, виправивши або дописавши її. |